# ماتسونو، اهیمه
ماتسونو، اهیمه (به لاتین: Matsuno, Ehime) یک منطقهٔ مسکونی در ژاپن است که در استان اهیمه واقع شده‌است. ماتسونو  ۴٬۸۳۲ نفر جمعیت دارد.